# Інтернет-трейдинг
Інтерне́т-трейдинг (internet trading) — це спосіб доступу до торгів на валютній, фондовій або товарній біржі з використанням інтернету як засобу зв'язку. Останнім часом такий спосіб торгівлі отримав дуже широке розповсюдження. Це викликано тим, що завдяки повсюдному проникненню інтернету серед приватного сектора населення, доступ до торгів на біржі цілком реально отримати навіть найнижчим верствам населення. А з розвитком мобільного зв'язку з'явилася можливість торгувати не тільки зі стаціонарних точок, а й з переносних пристроїв зв'язку: комунікаторів, ноутбуків з модемом тощо. Як правило, доступ до торгів надається брокером. Він надає своїм клієнтам програмне забезпечення для зв'язку з біржею для проведення торгів і здійснює технічну підтримку даної діяльності.
Торгова психологія-це емоційний компонент процесу прийняття рішень інвестором, який може допомогти пояснити, чому деякі рішення здаються більш раціональними, ніж інші. Торговельна психологія характеризується насамперед як вплив як жадібності, так і страху. Жадібність спричиняє надто ризиковані рішення.

## Основні системи інтернет-трейдингу
- OnlineBroker
- QUIK
- MetaTrader

## Інтернет-трейдинг в Україні
В 2009 році інтернет-трейдинг в Україні виник завдяки «Українській біржі». Інтернет-торгівля на фондовому ринку України ведеться через онлайн-брокера — професійного учасника фондового ринку з ліцензією на брокерську діяльність (торгівця цінними паперами), який має відповідне програмне забезпечення. Онлайн-брокер — це зв'язкова ланка між трейдером та фондовим майданчиком (біржею). Онлайн-брокер надає можливість зв'язку з біржею завдяки програмному забезпеченню.